# Marthe Ferrare
Marthe Ferrare, aussi appelée Marthe Ferrari, née Marthe Marie Louise Gandolfi le 29 mars 1899 à Saint-Eugène (aujourd'hui Bologhine) et morte après 1950, est une artiste lyrique et actrice de cinéma française.

## Biographie
Marthe Marie Louise Gandolfi naît en 1899 à Saint-Eugène, en Algérie, fille d'Hyppolite Jérome (dit Hector) Gandolfi, comptable, et de Marie Thérèse Béatrix de Ferrari, son épouse. Elle adopte pour sa carrière le patronyme de sa mère, Ferrari, ensuite transcrit Ferrare. 
Elle commence par étudier le dessin, puis travaille pendant un an avec la cantatrice Germaine Martinelli. Admise au Conservatoire de Paris, à 17 ans, elle remporte deux premiers prix de chant et de déclamation lyrique, dans Judas Macchabée de Haendel et La Servante maîtresse de Giovanni Battista Pergolesi. 
Engagée aussitôt à l'Opéra-Comique, Marthe Ferrare débute dans le rôle de Sophie dans Werther et chante une grande partie du répertoire, puis passe à l'opérette à la Gaîté-Lyrique dans Boccaccio de Franz von Suppé, aux côtés de Marthe Chenal, en 1921. Elle joue ensuite dans Les Brigands, le rôle de Fragoletto. Élève de Georges Wague, elle est choisie par Alphonse Franck pour la création d'un rôle dans L'Amour masqué, l'opérette de Sacha Guitry et André Messager.
En 1924, Marthe Ferrare chante dans La Danse des libellules, opérette de Franz Lehár adaptée par Roger Ferréol et Max Eddy au Bataclan (première le 15 mars, 138 représentations).
En 1936, elle réside au 3 rue Lamblardie avec un dessinateur nommé Carlo Pizzi, né en 1894 en Italie.
De septembre à décembre 1949, elle fait partie de la distribution de La Puce à l'oreille de Georges Feydeau, au théâtre de la Porte Saint-Martin.
Présentée comme « Marthe Ferrari, de l'Opéra-Comique », elle se produit en octobre 1951 à Paris, au Cercle de la France d'outre-mer, dans le cadre d'une soirée de l'association L'Algérienne présidée par le colonel Pierre Furnari.

## Opéra

### À l'Opéra-Comique
- 1920 : Lorenzaccio, drame lyrique en 4 actes, d’Ernest Moret[8]
- 1920 : Le Roi Candaule d’Alfred Bruneau en collaboration avec Maurice Donnay, comédie lyrique en 4 actes, représentée pour la première fois, le 1er décembre 1920 à l'Opéra-Comique
- 1921 : Au Bois Sacré de Jean Huré
- 1921 : Mignon

## Opérettes, comédies musicales
- 1921 : Boccace de Henri Chivot et Alfred Duru, musique de Suppé à la Gaîté-Lyrique
- 1922 : Les Cloches de Corneville à la Gaîté-Lyrique
- 1923 : L'Amour masqué, comédie musicale en trois actes de Sacha Guitry et André Messager, créée au théâtre Édouard VII le 15 février 1923
- 1923 : Je t'veux !, opérette de Jacques Battaille-Henri au Ba-Ta-Clan
- 1924 : La Danse des libellules, opérette de Franz Lehár, adaptée par Roger Ferréol et Max Eddy, création au Ba-Ta-Clan[4]
- 1924 : Madame l'archiduc, opérette bouffe en trois actes, d'Albert Millaud, musique de Jacques Offenbach, au théâtre des Variétés[9]
- 1928 : L'Orloff, opérette de Roger Ferréol et Georges Merry, musique de Bruno Granichstaedten, création aux Folies Wagram[10],[11]
- 1931 : The Desert Song, opérette de Sigmund Romberg, livret d'Otto Harbach, Oscar Hammerstein II et Frank Mandel, au théâtre des Célestins[12]
- 1935 : La Chauve-souris de Johann Strauss à l’opéra de Monte-Carlo

## Théâtre
- 1949 : La Puce à l'oreille de Georges Feydeau, théâtre de la Porte Saint-Martin[6]

## Filmographie
- 1922 : Les Hommes nouveaux
- 1923 : L'Autre Aile d'Henri Andréani[13]
- 1925 : Faubourg Montmartre